# Laser Focus World
Laser Focus World (kurz: LFW) ist eine der weltweit ersten Fachzeitschriften zu Laser und Photonik. Sie erscheint monatlich seit 1965 mit einem jährlichen Buyers Guide.
Laut der BPA-worldwide-Auditierung liegt die Anzahl der registrierten und qualifizierten Abonnenten über 70.000. Bei jährlicher Qualifizierung erhalten Abonnenten das Magazin kostenlos. Die Finanzierung erfolgt überwiegend mit Anzeigen. Die Leserschaft teilt sich auf in etwa 45 % Entwicklung, 25 % Forschung und 25 % restliche Funktionen. Zwei Drittel der Leser arbeiten in der Industrie.
Jüngere Schwesterzeitschriften im Pennwell-Verlag sind die Industrial Laser Solutions (Lasertechnik in industrieller Materialbearbeitung), BioOptics World (Biophotonik) und OptoIQ (Optische Komponenten).